# Hélio Eichbauer
Hélio Eichbauer (Rio de Janeiro, 21 de outubro de 1941 – Rio de Janeiro, 20 de julho de 2018) foi um cenógrafo brasileiro.

## Biografia
Entre 1962 e 1966, estudou com o cenógrafo Josef Svoboda, em Praga, na Tchecoslováquia, atual República Tcheca. Em 1965, acumulou alguns estágios por países da Europa, como Alemanha, França e Itália. Durante este período fez cursos sobre os diversos segmentos da cenografia como iluminação, marcenaria, figurino, entre outros. No ano de 1967 trabalhou em Cuba, no Teatro Studio de Havana. De volta ao Brasil, realizou trabalhos em diversas áreas da arte brasileira, como óperas, teatro e shows de música popular. Ganhou diversos prêmios, como a medalha de ouro pelo conjunto da obra em teatro, na cidade de São Paulo, no ano de 1969 e a Triga de Ouro em arquitetura teatral e cenografia, na 2ª Quadrienal de Praga, realizada em 1971. Assinou a cenografia da antológica peça O Rei da Vela, escrita em 1933 por Oswald de Andrade e encenada pelo Teatro Oficina em 1967, com a direção de José Celso Martinez Corrêa. Nessa montagem, Hélio fez da cenografia um grande marco na história do teatro.
O cenário se renovava a cada ato. No primeiro, para compor o escritório de Abelardo I, o cenógrafo uniu o realismo ao expressionismo, que nesse caso não obedece as características do estilo, mas sim uma justaposição da obra ao ambiente intelectual na qual foi feita; no segundo ato fez uma alusão ao teatro de revista e mostrou em um telão pintado por ele mesmo a Baía de Guanabara, no Rio de Janeiro; no terceiro e último ato, volta ao escritório de Abelardo I, mas com uma diferença: há a presença de uma cortina vermelha em todo o cenário, simbolizando a morte de Abelardo I. No cenário de o Rei da Vela, Hélio inovou, trazendo para o palco elementos que se aproximavam muito da charge, da caricatura. Encontrou as soluções mais inteligentes, usando o deslocamento de elementos no cenário, palco giratório, conseguindo passar para o público a complexa mensagem sem ser direto. Com a criação do cenário de O Rei da Vela, Hélio ganhou os seguintes prêmios: Governador do Estado  de São Paulo e Associação Paulista de Críticos Teatrais, APCT.
Quando completou 30 anos de profissão, na década de 1990, Hélio Eichbauer já tinha acumulado uma extensa lista de trabalhos, totalizando 130 em teatro, 13 exposições, além disso, reunia 28 prêmios. Seu trabalho serve como exemplo para vários cenógrafos, pois renovou a cenografia brasileira com suas idéias arrojadas. Hélio modificou os recursos usados, propondo a metáfora, a livre interpretação e o papel autoral na concepção artística do espetáculo. Levou também suas criações a outras áreas artísticas, como vídeo e cinema. Ensinou cenografia em diversas universidades e escolas de teatro, como a Escola de Belas Artes da Universidade Federal do Rio de Janeiro, Escola de Artes Visuais do Parque Lage, Universidade do Rio de Janeiro, Ateneo de Caracas, Museu de Arte Moderna do Rio de Janeiro, Escola de Teatro Martins Pena.
Quando completou 40 anos de carreira, em 2006, Hélio foi homenageado com uma bela exposição no Centro Cultural dos Correios.Seus últimos trabalhos foram em 2017 como cenógrafo dos shows de Chico Buarque e Caetano Veloso. O cenógrafo foi casado com Dedé Gadelha Veloso,ex-esposa de Caetano Veloso
Hélio morreu em 20 de julho de 2018 aos 76 anos vitimado por um enfarte fulminante

## Prêmios e indicações

### Prêmio da Música Brasileira
| Ano  | Categoria             | Indicação                                      | Resultado |
| ---- | --------------------- | ---------------------------------------------- | --------- |
| 1989 | Melhor Projeto Visual | Caetano Veloso e Hélio Eichbauer               | Venceu    |
| 1992 | Melhor Projeto Visual | Caetano Veloso, Hélio Eichbauer e Arthur Fróes | Venceu    |

### Troféu APCA
| Ano  | Categoria                                 | Indicação       | Resultado |
| ---- | ----------------------------------------- | --------------- | --------- |
| 1973 | Melhor Cenografia e Figurinista de Teatro | Hélio Eichbauer | Venceu    |